# Ituglanis passensis
Ituglanis passensis es una especie de peces de la familia Trichomycteridae en el orden de los Siluriformes.

## Morfología
• Los machos pueden llegar alcanzar los 7 cm de longitud total.

## Distribución geográfica
Se encuentran en Sudamérica: Brasil.